# Romuald Lacazette
Pour les articles homonymes, voir Lacazette.
Romuald Lacazette, né le 3 janvier 1994 à Paris, est un footballeur français qui évolue au poste de milieu de terrain au Türkgücü Munich.

## Biographie
Il est le cousin d'Alexandre Lacazette, footballeur international français.

### Carrière en club

#### Formation au Paris Saint-Germain
Après avoir commencé le football au Paris FC en 2004, Lacazette rejoint le CFFP puis le Paris Saint-Germain en 2007 à l'âge de 13 ans. En juin 2009, il est finaliste de la Coupe Nationale des 14 ans avec la sélection de la Ligue de Paris-Île-de-France. Évoluant en catégorie jeunes aux côtés d'Adrien Rabiot, de Jordan Ikoko ou de Mike Maignan, il remporte le championnat national U17 en 2011 sans toutefois participer aux phases finales.
En 2013 il intègre l'équipe de CFA du club et joue 23 matchs pour sa première saison.
Le 27 juin 2014 il signe son premier contrat professionnel avec son club formateur. Il participe à la pré-saison 2014-2015 et participe notamment au match amical contre l'OGC Nice. Lors de la saison régulière il est plusieurs fois convoqué dans le groupe pro mais il n'entre pas en jeu. 
Il quitte donc le Paris Saint-Germain sans avoir participé à un match officiel avec les A.

#### Débuts professionnels à Munich 1860
Le 18 juillet 2015 Lacazette signe librement au TSV 1860 Munich, équipe évoluant en 2.Bundesliga.
Après une première partie de saison passée entre l'équipe réserve et l'infirmerie, Romuald Lacazette fait ses débuts professionnels le 20 décembre contre le SC Fribourg. Remplaçant dans un premier temps il est titularisé à 8 reprises en mars et en avril. A nouveau blessé pour la reprise de la saison suivante, il joue son premier match fin octobre. Titulaire, il participe à 25 matchs de championnat, marquant son premier but face au VfB Stuttgart.
En fin de la saison 2016-2017 le TSV 1860 Munich est relégué sportivement en 3ème division puis en 4ème division. Lacazette quitte le club.

#### Signature à SV Darmstadt
Le 22 juin 2017 il rejoint le club de SV Darmstadt, tout juste relégué de Bundesliga.

## Statistiques
| Saison                | Club                   | Championnat           | Championnat | Championnat | Championnat | Coupe(s) nationale(s) | Coupe(s) nationale(s) | Coupe(s) nationale(s) | Total | Total | Total |
| Saison                | Club                   | Division              | M.          | B.          | P.d.        | M.                    | B.                    | P.d.                  | M.    | B.    | P.d.  |
| 2015-2016             | TSV 1860 Munich        | 2. Bundesliga         | 9           | 0           | 0           | -                     | -                     | -                     | 9     | 0     | 0     |
| 2016-2017             | TSV 1860 Munich        | 2. Bundesliga         | 26          | 1           | 4           | 1                     | 0                     | 0                     | 27    | 1     | 4     |
| Sous-total            | Sous-total             | Sous-total            | 35          | 1           | 4           | 1                     | 0                     | 0                     | 36    | 1     | 4     |
| 2017-2018             | SV Darmstadt           | 2. Bundesliga         | 3           | 0           | 0           | 1                     | 0                     | 0                     | 4     | 0     | 0     |
| 2018-2019             | TSV 1860 Munich (prêt) | 3. Liga               | 8           | 0           | 1           | -                     | -                     | -                     | 8     | 0     | 1     |
| Sous-total            | Sous-total             | Sous-total            | 11          | 0           | 1           | 1                     | 0                     | 0                     | 12    | 0     | 1     |
| Total sur la carrière | Total sur la carrière  | Total sur la carrière | 46          | 1           | 5           | 2                     | 0                     | 0                     | 48    | 1     | 5     |